# HD 136418 b
HD 136418 b es un planeta extrasolar que orbita la estrella del tipo G HD 136418 aproximadamente 320 años luz de distancia en la constelación de Bootes. Tiene una órbita notable, manteniéndose dentro de la conocida Zona Habitable. También tiene una estrella con una temperatura muy similar a la del Sol.